# Eclissi solare del 27 marzo 1960
L'Eclissi solare del 27 marzo 1960 è stato un evento astronomico che ha avuto luogo il suddetto giorno attorno alle ore 04.41 UTC. Tale evento ha avuto luogo nella maggior parte dei territori australiani, nell'Antartide orientale e in aree circostanti. L'eclissi del 27 marzo 1960 è stata la prima eclissi solare nel 1960 e la 138ª nel XX secolo. La precedente eclissi solare ebbe luogo il 2 ottobre 1959, la seguente si verificò il 20 settembre 1960.
Il giorno della luna nuova (novilunio), la differenza tra le distanze apparenti di luna e sole osservate sulla terra è estremamente piccola. In tale momento, se la luna si trova in prossimità del nodo lunare, cioè uno dei due punti in cui la sua orbita interseca l'eclittica, si verifica un'eclissi solare. Quando vi è assenza di ombra e la penombra raggiunge parte dell'estremità settentrionale o meridionale della terra, si verifica un'eclissi solare parziale,  che si verifica quindi presso le regioni polari della Terra.

## Percorso e visibilità
Questa eclissi solare parziale poteva essere vista nella maggior parte dell'Australia ad eccezione di territori a nord e ad est; era visibile anche alle le isole Kerguelen e in circa metà del territorio antartico nei pressi dell'Oceano Indiano.

## Eclissi correlate

### Eclissi solari 1957 - 1960
Questa eclissi è un membro di una serie semestrale. Un'eclissi in una serie semestrale di eclissi solari si ripete approssimativamente ogni 177 giorni e 4 ore (un semestre) in nodi alternati dell'orbita della Luna.